# Björnsjöberget
Björnsjöberget är ett naturreservat i Bergs kommun i Jämtlands län.
Området är naturskyddat sedan 2015 och är 59 hektar stort. Reservatet består av sydsluttning av berget med detta namn bevuxen med gammal tallskog som är påverkad av bränder. Här finns också våtmarker med flera små tjärnar.